# Astérix en Bélgica
Astérix en Bélgica es la historieta larga n.º 24 de la serie Astérix el Galo, obra de René Goscinny y Albert Uderzo. Fue editado por Dargaud en Francia y Hachette en España. Fue el último álbum de la serie en el que intervino Goscinny, ya que murió durante su elaboración.

## Argumento
Se respira una sospechosa tranquilidad en la aldea gala, toda ella debida a que los romanos van a la Galia, tras una campaña en Bélgica, ¡a descansar! Por consiguiente, el orgulloso jefe Abraracúrcix se irrita, sobre todo después de haber escuchado que, según Julio César, los belgas, son los más valientes de todos los pueblos galos. Por este motivo decide partir a Bélgica, a pesar de Panorámix y Astérix. A fin de prevenir cualquier incidente, este último, junto con Obélix, decide acompañarlo. Al llegar a Bélgica, conocen, entre otros, a Gueusealámbix y a Vancomolóquix, principales jefes de una aldea belga. Tras comer con ellos, deciden organizar un concurso en el que se demostrará qué pueblo es el más fuerte destrozando campamentos romanos y pretendiendo, además, que Julio César arbitre semejante concurso. 

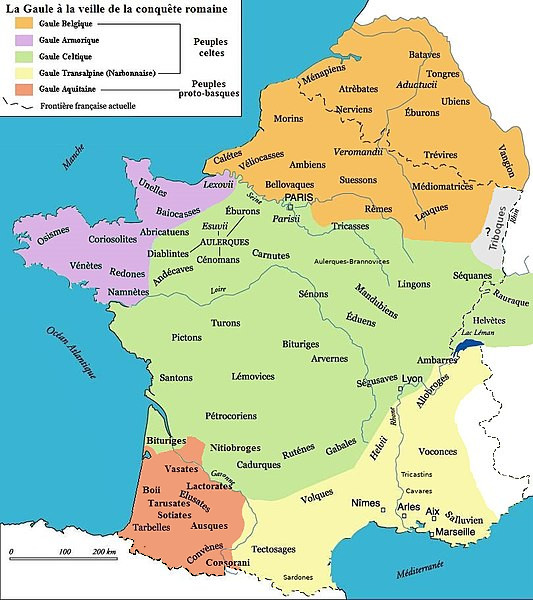
La Galia Bélgica, arriba, en naranja

### Alusiones
A lo largo del libro se pueden encontrar numerosas referencias a los tópicos belgas, aparecen los detectives Dupond y Dupont, en español Hernández y Fernández, del cómic belga Tintín, se adaptan fragmentos de obras de Víctor Hugo y hasta se dedican algunas de las viñetas al Manneken Pis de Bruselas. Al final, la escena del banquete es un homenaje a un célebre cuadro de Pieter Brueghel el Viejo, La boda campesina.
René Goscinny falleció durante la producción de este álbum. Como homenaje, Uderzo dibujó lluvia y cielos grises en el cómic hasta el final del álbum, lo que sirve para marcar el momento en el que Goscinny murió. También sirve como parodia del clima de Bélgica. Otro homenaje aparece en la viñeta final, donde un pequeño conejo contempla con tristeza la firma de Goscinny. Esto es una referencia a que Goscinny llamaba cariñosamente a su esposa "mi conejita" ("mon lapin" en francés).
Hay incluso una mención implícita al cantante belga Jacques Brel. Cuando los personajes van recorriendo el país, Abraracúrcix hace un comentario sobre el paisaje. El jefe belga le responde: «Dans ce plat pays qui est le mien, nous n'avons que des oppidums pour uniques montagnes» («En esta tierra llana que es la mía, no tenemos sino los oppidum por únicas montañas»), referencia a la canción Le Plat Pays en la cual Brel dice: avec des cathédrales pour uniques montagnes... le Plat Pays, qui est le mien..f